# Cher (artiste)
Pour les articles homonymes, voir Sarkisian, Cher et Pierre.
Cheryline Sarkisian, dit Cher ([ ʃɛəɹ]), née le 20 mai 1946 à El Centro, en Californie, est une chanteuse et actrice américaine. Elle commence sa carrière musicale en plein mouvement hippie en formant avec son mari Sonny Bono le duo Sonny and Cher. Elle entame ensuite une carrière solo, explorant plusieurs styles musicaux comme le folk, le disco, le rock, la pop ou encore la dance. Elle connaît également une carrière au cinéma, remportant notamment un prix d’interprétation féminine à Cannes, plusieurs Golden Globes et l’Oscar de la meilleure actrice en 1988.
Chanteuse populaire aux États-Unis, elle s'impose comme une icône de la mode dans les années 1970 et 1980, époque où ses tenues légères faisaient scandale. Sa dernière tournée mondiale, le Living Proof – Farewell Tour (2002-2005), est entrée dans le Livre Guinness des records en tant que tournée la plus rémunératrice pour une artiste féminine (un record dépassé depuis).
Cher compte environ 100 millions d'exemplaires d'albums vendus dans le monde.

## Biographie

### Enfance et début de carrière (1950-1965)

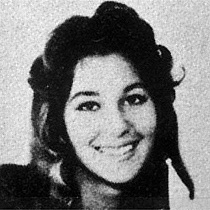
Cher durant ses années de lycée.

Cheryl Sarkisian LaPiere doit ses origines arméniennes à son père, John Sarkisian, un chauffeur routier qui quitte le foyer avant sa naissance, et ses origines cherokee, allemande, anglaise, irlandaise et française à sa mère, Georgia Holt,, mannequin et comédienne occasionnelle. Cette dernière se remarie cinq fois. Cherilyn est adoptée, comme sa demi-sœur Georganne, par le cinquième mari, Gilbert Hartmann LaPiere, consultant dans l'industrie du pétrole.
Elle quitte l’école et sa famille à l’âge de 16 ans pour s’installer à Hollywood, dans le but de devenir actrice. En novembre 1962, alors qu’elle enchaîne les petits boulots qui lui permettent de payer ses cours de théâtre, elle fait la connaissance du directeur artistique Salvatore Bono dit Sonny dans un coffee shop de Los Angeles. Sonny travaille pour le producteur Phil Spector et invite Cher à de nombreuses sessions d’enregistrement aux studios Gold Star. En mai 1963, Spector la pousse à faire les chœurs sur Be My Baby des Ronettes. Il lui propose un premier enregistrement en solo, Ringo I Love You, une ode à Ringo Starr, que Cher interprète sous le pseudonyme de Bonnie Jo Mason, mais le titre est un échec (les radios ne la diffusent pas, leurs auditeurs étant troublés par la voix grave et puissante qu'ils pensent être celle d'un homme, et voient dans la chanson une déclaration d'amour homosexuelle), si bien que Spector ne mise plus sur elle. Sonny décide alors avec son propre argent de lui faire enregistrer son premier 45 tours sous son véritable prénom, Cherilyn, avec une chanson écrite par lui-même, Dream Baby. Le disque sort chez Gold Star au printemps 1964. Sonny écrit de plus en plus pour Cher puis il décide d’enregistrer quelques chansons avec elle. Ils se font appeler Caesar & Cleo (César & Cléopâtre) et leur premier 45 tours The Letter paraît fin 1964. L’accueil du public est mitigé mais la face B Baby Don’t Go est largement diffusée en radio. Sonny décide donc de composer un album entier et, encouragé par Spector, enregistre 12 chansons avec Cher. Le duo hippie le plus influent des sixties vient de naître.

### Sonny and Cher et premiers succès en solo (1965-1967)

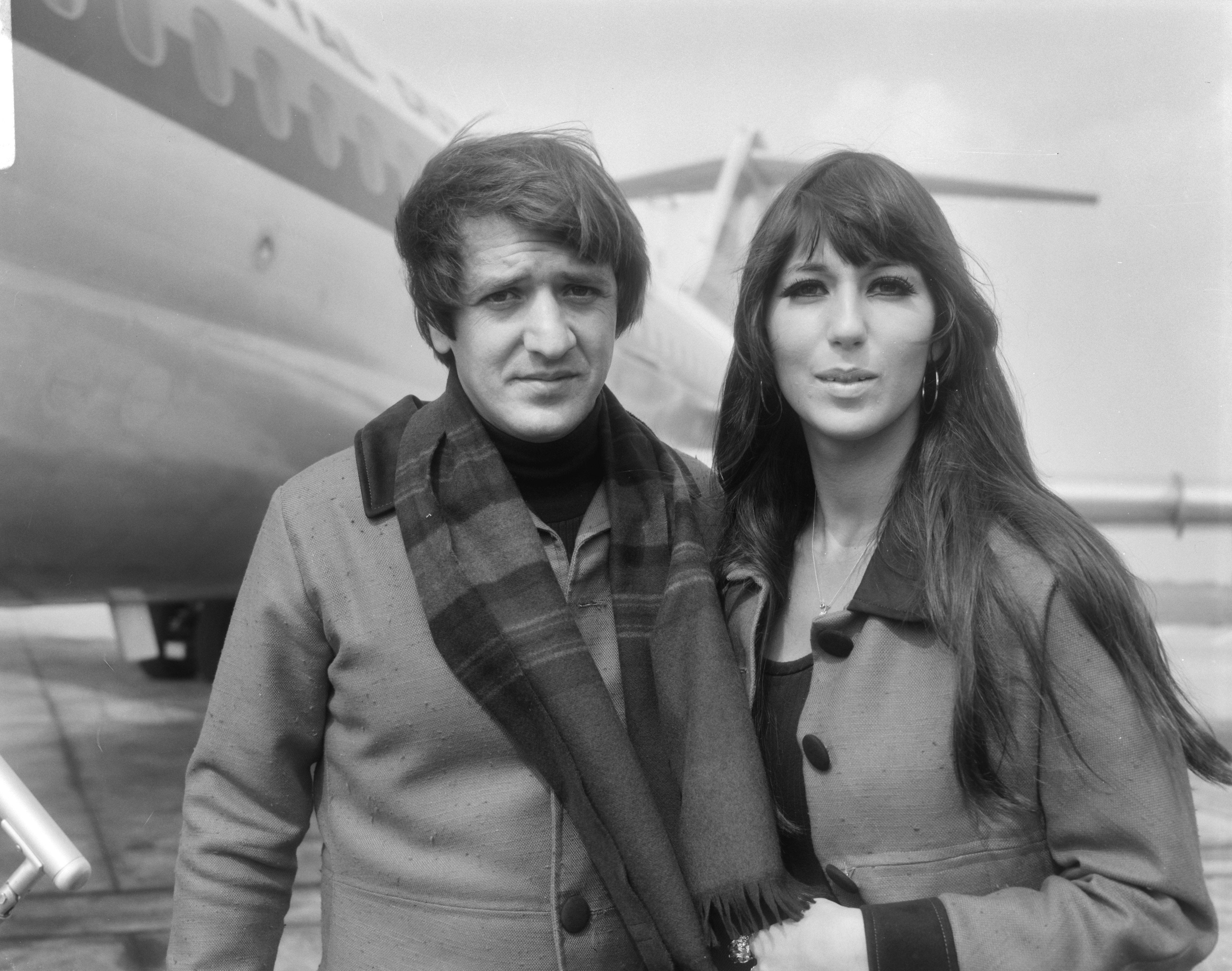
Sonny et Cher en 1966.

L’étoile de Sonny and Cher sur le Walk of Fame d’Hollywood Boulevard.

Look at Us, premier album de Sonny and Cher, sort à l’été 1965 précédé du single I Got You Babe. La chanson est un succès immédiat et propulse le duo à la première place des charts mondiaux. Avec leur style vestimentaire marginal, leurs coiffures peu entretenues et leur attitude résolument rebelle, Sonny et Cher gagnent la sympathie du public et prennent la tête du hit-parade aux côtés d’une nouvelle génération de jeunes artistes comme les Beach Boys, The Mamas and the Papas ou encore Jefferson Airplane. Bien qu’elle enchaîne les succès avec Sonny, Cher entame une carrière solo en parallèle. Cher, dont le nom est orthographié « Chér », enregistre son premier album, on y retrouve Dream Baby. Le disque sort en octobre 1965, la chanson titre est une reprise de Bob Dylan, All I Really Want to Do est le premier succès de la jeune chanteuse âgée de 19 ans. Son second album solo, intitulé The Sonny Side Of Chér, sort en 1966. Il contient une nouvelle reprise de Dylan, Like a Rolling Stone. Deux titres sont écrits par Sony, dont Bang Bang (My Baby Shot Me Down), qui connait un grand succès. Cher continue les enregistrements en solo et son troisième album With Love, Chér sort en 1967 avec la chanson You Better Sit Down Kids. À la même époque, elle termine avec Sonny le deuxième album du duo, The Wondrous World of Sonny and Cher. Le premier single est The Beat Goes on, une ballade qui devient rapidement un hit et se classe no 6 des charts américains. Dans la seconde moitié des sixties, le couple enchaîne les tournées et les plateaux de télévision, et apparait dans les magazines de mode aux côtés de Twiggy et de Bob Dylan. La même année, Sonny produit son premier long métrage, une comédie musicale le mettant en scène aux côtés de Cher. Good Times est projeté pour la première fois à la fin de l’année 1967 mais ne remporte aucun succès.

### DeBackstageàGypsys Tramps and Thieves(1967-1971)
En 1967, Sonny and Cher se produisent au festival de San Remo en Italie où ils sont largement acclamés par le public. L’année suivante sort le très folk Backstage, quatrième album solo de Cher. Malgré de bonnes critiques, contrairement aux trois premiers albums, Backstage ne décolle pas dans les hit-parades. Sonny tente quant à lui un retour en tant que producteur dans un second film dont Cher est l’héroïne, Chastity. Le projet est un fiasco. En 1969, le cinquième album solo de Cher voit le jour. Bien qu’il surfe sur le mouvement psychédélique alors en vogue, 3614 Jackson Highway passe inaperçu. La fin des années 1960 est chaotique pour Sonny and Cher, leur dernier succès date de 1967.
Les années 1970 verront de profonds bouleversements au sein du duo et l'immense succès de Cher. Après l’échec de ses deux derniers albums, elle retourne en studio en 1971 pour enregistrer un premier album pour son nouveau label, MCA. Gypsys, Tramps and Thieves sort en septembre 1971 et marque le début de l’ascension fulgurante de la chanteuse au hit-parade. La chanson-titre se classe no 1 et l’album reste dans les charts pendant 45 semaines. À 25 ans, elle est à l’aube d’une nouvelle carrière solo. Le second extrait, The Way of Love, prend la 7e place. Quatre ans après The Beat Goes on, Sonny and Cher renouent également avec le succès, leur album All I Ever Need is You se classe no 7 des charts américains. S’ensuit une série de concerts à succès à Las Vegas au printemps 1972, année durant laquelle le titre A Cowboy's Work is Never Done se classe 8e.

### Époque des shows télévisés (1971-1978)

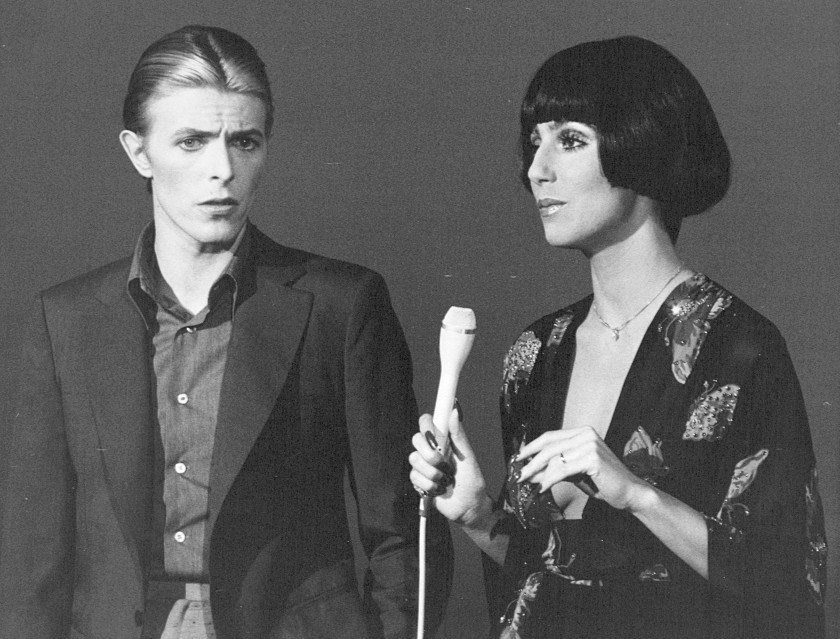
David Bowie et Cher en 1975.

À l’été 1971, Sonny and Cher présentent leur propre show sur la chaine CBS pour remplacer le Merv Griffin Show durant deux mois. Le couple reçoit les plus grandes stars de l’époque comme les Righteous Brothers, Raquel Welch, Carol Burnett, Ronald Reagan ou encore les Jackson Five. Plusieurs shows ont lieu en prime time et aux côtés du couple, les invités chantent, dansent et font des sketches en costume. Le public est au rendez-vous, le Sonny and Cher Comedy Hour remporte un tel succès durant l’été que CBS l’intègre définitivement à sa grille de programmes. L’émission se classe dans le top 10 des shows télévisés les plus regardés et bat de nombreux records d’audience. Cependant, en 1974, le couple se sépare et le show s’arrête. En trois ans, The Sonny and Cher Comedy Hour remporte 15 nominations aux Emmy Awards et Cher le Golden Globe de la meilleure actrice de télévision. Sonny se consacre alors à son propre show, The Sonny Comedy Revue, sans grand succès, l’émission s’arrête après six semaines faute d’audience.
À la fin de l’année 1974, Cher annonce également le lancement de son propre show, The Cher Show. L’émission débute le 16 février 1975 avec Elton John et Bette Midler. L’audience est au rendez-vous, Cher fait scandale, ses tenues ultra légères signées Bob Mackie faisant l’objet de nombreuses critiques. Elle est alors la première femme à montrer son nombril à la télévision à une heure de grande écoute. À 30 ans et tout juste divorcée de Sonny, la chanteuse a une réputation sulfureuse. The Cher Show s’arrête après deux saisons et demie et deux prime time en raison de la grossesse de Cher, la star attendant son second enfant. Le divorce avec Sonny s’officialise le 27 juin 1975 et seulement trois jours plus tard, elle se remarie avec le musicien Gregg Allman de la Allman Brothers Band. Leur fils, Elijah Blue Allman, naît le 10 juillet 1976. Cher et Gregg Allman collaborent sur Two The Hard Way, album qu’ils interprètent sous le pseudonyme de Allman & Woman. Malgré l’échec commercial de cet opus, une tournée européenne est entreprise. À la suite du succès de The Sonny and Cher Comedy Hour terminé en 1974, CBS propose à Sonny et Cher un nouveau contrat pour un second show télévisé. Le 2 février 1976, The Sonny and Cher Show débute. Bien que divorcé, le couple reprend tous ses succès à l’écran et joue dans de nombreuses parodies aux côtés d’invités prestigieux comme Debbie Reynolds, Mohamed Ali, Jerry Lewis, Tina Turner et Farrah Fawcett. Cette nouvelle version du show initial de Sonny and Cher remporte un grand succès tout au long de la première année mais s’essouffle rapidement et s’arrête à la fin de la seconde saison en 1978.

### DeHalf-BreedàI Paralyse(1972-1982)
Après le succès de Gypsys, Tramps and Thieves, Cher signe pour deux nouveaux opus chez MCA en 1972. Bien que s’inscrivant dans le même style musical que Gypsys, Tramps and Thieves, Foxy Lady et Bittersweet White Light ne font qu’une très courte apparition dans les charts. Cela n’empêche en rien la chanteuse d'enregistrer un quatrième album pour le label en 1973. Le premier single porte le nom de l’album Half-Breed et connaît le même succès que Gypsys, Tramps and Thieves, se classant no 1. Cher récidive l’année suivante avec Dark Lady, troisième titre de la chanteuse à prendre la première place du top. Elle est l’une des premières artistes à se servir du clip afin de promouvoir sa musique dans les années 1970, avec l’aide de Bob Mackie. Elle fait la couverture du Time Magazine et est l’une des rares chanteuses à figurer sur la liste Forbes de l’époque. Si ses trois derniers albums solos se classent no 1, les trois suivants (Stars, I’d Rather Believe In You et Cherished, parus entre 1975 et 1977), ne connaissent pas le succès. À la fin des années 1970, Cher retourne à la télévision pour deux prime time qui lui sont entièrement dédiés et qu’elle présente : Cher… Spécial en 1978 et Cher… and Other Fantaisies en 1979. La même année, elle arrive chez Casablanca, le label de Kiss et de Donna Summer, spécialisé dans le disco et le rock. Neil Bogart, patron du label, voit en Cher une parfaite ambassadrice du disco. Ainsi voit le jour l’album Take Me Home, qui la propulse à nouveau au top grâce à son single homonyme. Sur la pochette de l’album, la chanteuse apparaît plus dénudée que jamais. Mais lorsque Casablanca reprend les mêmes ingrédients pour un second album disco, Prisoner, la même année, c’est un échec. La couverture de ce dernier montre la star presque nue et enchaînée à un pilier, s'attirant la colère des associations luttant pour l’émancipation de la femme.
En 1980, Cher, entourée du rockeur Les Dudeck, lance le groupe de rock métal Black Rose avec un album homonyme. Produit par James Newton Howard, l’opus est ignoré par les radios mais la chanteuse remonte sur scène, au Caesars Palace de Las Vegas pour une série de concerts à succès. Son contrat avec Casablanca arrivant à son terme, elle signe avec CBS-Columbia en 1981 pour un nouvel album rock produit par John Farrar, I Paralyze, qui ne remporte pas le succès escompté. Malgré un duo remarqué dans ce registre avec Meat Loaf sur la chanson Dead Ringer For Love en 1982, il lui faudra attendre 7 ans pour remporter des succès en tant que chanteuse de rock.

### Théâtre, cinéma, et période Geffen (1982-1992)
Les années 1980 sont synonymes de grand changement pour l’artiste, qui décide de mettre sa carrière musicale entre parenthèses pour se consacrer à la comédie. Elle déménage à New York en 1982, Robert Altman l’engage pour sa pièce Come Back to the 5 & Dime Jimmy Dean, Jimmy Dean qu’il monte à Broadway, avec Sandy Dennis, Karen Black et Kathy Bates. Les critiques boudent la mise en scène d’Altman mais la prestation de Cher est saluée : elle est alors nommée au Golden Globe de la meilleure actrice.
Cette époque est aussi celle de ses premiers recours à la chirurgie esthétique, qu'elle assure assumer pleinement. S’ensuit le tournage de Le Mystère Silkwood avec Meryl Streep et Kurt Russell pour lequel elle reçoit un Golden Globe et sa première nomination aux Oscars pour la meilleure actrice dans un second rôle. En 1984, elle interprète la mère d’un adolescent atteint d’une déformation faciale dans Mask, film qui remporte un grand succès et lui vaut le prix de meilleure actrice au festival de Cannes en 1985 et une nomination aux Golden Globes.
En 1987, elle est à l’affiche de trois films : Les Sorcières d’Eastwick aux côtés de Jack Nicholson, Michelle Pfeiffer et Susan Sarandon, Suspect dangereux avec Dennis Quaid, et Éclair de lune pour lequel elle reçoit l’Oscar de la meilleure actrice.
La même année, après cinq ans d’absence sur la scène musicale, Cher signe chez Geffen Records et sort son premier vrai opus rock réalisé avec Jon Bon Jovi, Desmond Child et Richie Sambora, Michael Bolton et la participation vocale de Darlene Love, Carol King et de Bonnie Tyler. Sobrement intitulé Cher, l’album offre à la chanteuse plusieurs succès comme I Found Someone (une reprise de Michael Bolton) et We All Sleep Alone (écrit par Jon Bon Jovi). Elle récidive en 1989 avec Heart of Stone (une reprise du groupe Bucks Fizz), précédé du hit planétaire If I Could Turn Back Time qui se classe no 3 aux États-Unis et dont le clip est censuré. Elle se produit au Mirage de Las Vegas pour une série de concerts à guichets fermés et effectue une tournée mondiale, The Heart Of Stone Tour. L’album Heart Of Stone est certifié Triple Platine aux États-Unis et devient la meilleure vente du label de David Geffen, avec plus de 5 millions d’exemplaires vendus en deux ans. En juin 1991 sort Love Hurts, troisième et dernier opus chez Geffen. The Shoop Shoop Song, bande originale du film Les Deux Sirènes, se classe no 1 au Royaume-Uni. Une nouvelle tournée internationale a lieu en 1991, The Love Hurts Tour.
Atteinte du virus d’Epstein-Barr, Cher refuse de nombreux projets, tant musicaux que cinématographiques, comme l’un des deux rôles principaux dans Thelma et Louise ou encore celui de Morticia Addams dans La Famille Addams. S’ensuit un best of, Cher’s Greatest Hits 1965-1992. Cher fait une apparition en guest-star dans deux productions, The Player en 1992, un film de Robert Altman (réalisateur qui l’a lancée au cinéma 10 ans plus tôt) et Prêt à Porter en 1994. La même année, elle chante avec les cartoons fétiches de la chaîne MTV Beavis et Butt-Head pour une nouvelle version d’I Got You Babe. L’année suivante, en 1995, elle collabore avec Eric Clapton, Chrissie Hynde et Neneh Cherry sur la chanson Love Can Build A Bridge, dédiée au Rwanda, qui se classe no 1 au Royaume-Uni.

### DeIt's A Man's Worldà la mort de Sonny (1995-1998)
En 1995, Cher s’installe à Londres et signe avec la branche anglaise de Warner. En fin d’année, elle publie son premier album pour le label, It’s A Man’s World, composé principalement de reprises de chansons écrites par des hommes. L’album obtient un joli succès en Europe avec les titres One By One et Walking In Memphis mais un succès plus modéré aux États-Unis. La version Européenne de l’album donne dans les tons pop rock, tandis que la version américaine permet à Cher de renouer avec les ambiances Rn'b. En 1996, sort sur les écrans américains le film Faithful, produit par Robert De Niro et réalisé par Paul Mazursky, que divers problèmes de productions affecte. Cher se désolidarise du film qui est rapidement oublié et préfère se concentrer sur la sortie de sa première réalisation, le téléfilm féministe If These Walls Could Talk. Produit par HBO et Demi Moore, celui-ci s’attache à suivre le destin de trois femmes (Demi Moore, Sissy Spacek et Anne Heche) face à l’avortement. Cher joue un petit rôle et réalise le dernier épisode pour lequel elle reçoit une nouvelle nomination aux Golden Globes. Le téléfilm est un succès au festival du téléfilm de Toronto et confirme Cher dans sa position de féministe et de réalisatrice de talent.
En janvier 1998, elle se trouve à Londres lorsque son fils Chastity lui annonce la mort de Sonny dans un accident de ski. Décédé à l’âge de 62 ans, il était devenu maire de Palm Springs, sénateur et s’était remarié pour la quatrième fois. Ses funérailles sont retransmises en direct à la télévision américaine, et Cher fait son éloge funèbre.
En 1998, Sonny and Cher reçoivent leur étoile sur Hollywood Boulevard. Cher inaugure l’événement aux côtés de Mary Bono, la veuve de Sonny qui accusera Cher d’avoir profité de l’événement pour dynamiser sa carrière. Cher déclarera, lors d’une interview exclusive avec Cynthia Mc Fadden, qu’elle ne lui en a jamais voulu. Les deux femmes entretiennent des relations cordiales depuis.
Peu après, Cher retourne en studio et enregistre un album dance pour Warner.

### DeBelieveauFarewell Tour(1998-2005)

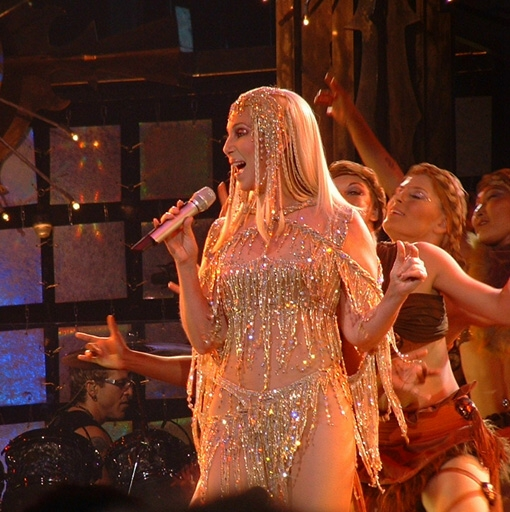
Concert parisien du Farewell Tour le 20 mai 2004.

En octobre 1998, Believe sort dans les bacs. Le single devient immédiatement un énorme succès qui se classe no 1 dans 23 pays et se vend à plusieurs millions d'exemplaires en quelques mois. À 53 ans, Cher est une nouvelle fois à la tête des charts et signe là son plus grand hit avec 10 millions de copies. Viennent ensuite les singles Strong Enough, All Or Nothing et Dov’è l’Amore qui restent au top des meilleures ventes pendant plusieurs mois. L'album homonyme se vend également à plus de 10 millions d'exemplaires.
En janvier 1999, elle chante The Star-Spangled Banner lors du Super Bowl et, peu après, tient la vedette des VH1 Divas Live aux côtés d’Elton John, Faith Hill, Mary J. Blige, Brandy et de son amie Tina Turner. Puis en juin 1999, Cher se lance dans une tournée marathon, le Do You Believe? Tour se joue à guichets fermés partout en Europe et aux États-Unis et dure jusqu’en mars 2000.
En Allemagne, elle reçoit son second ECHO Award et devient ainsi, avec Madonna, la seule artiste féminine à posséder deux fois cette récompense. Elle apparaît une nouvelle fois au cinéma en 1999 dans Un thé avec Mussolini, un film de Franco Zeffirelli.
En novembre 2000, elle publie sur internet l’album Not.com.mercial. Composé en 1994 en France alors qu’elle était invitée à séjourner dans un château de Bordeaux, l’album montre un côté plus sombre de l’artiste et ses premiers pas dans l’écriture de chansons. Le magazine Rolling Stone dit de Fit To Fly (extrait de Not.com.mercial) qu’elle est « la meilleure chanson de Cher ».
En novembre 2001, sort l’album Living Proof, précédé du single The Music’s No Good Without You. Bien que l'album ne connaît pas le même succès que Believe, Cher décide de repartir en tournée en 2002 et annonce que le Living Proof - Farewell Tour sera sa dernière tournée mondiale.
Alors qu’elle enchaîne les concerts, elle tourne aux côtés de Matt Damon et Greg Kinnear dans Deux en un, une comédie des frères Farrelly dans laquelle elle se livre à un numéro d’autodérision très remarqué en interprétant une Cher méchante et prétentieuse qui assoit sa réputation de croqueuse de jeunes hommes en couchant avec Frankie Muniz, le héros de la série Malcolm.
En avril 2005, après 3 ans de tournée, 325 dates et plus de 350 millions de dollars de recettes, Cher met un terme à sa tournée d’adieu à Los Angeles, sur la scène du Hollywood Bowl, où elle avait débuté avec Sonny 40 ans plus tôt. Le Living Proof - Farewell Tour, devenu le Never Can Say Goodbye Tour, entre alors dans le Guinness des records en tant que tournée la plus longue et la plus lucrative jamais effectuée par une artiste féminine (un record dépassé depuis).

### Retour à Las Vegas (2005-2010)

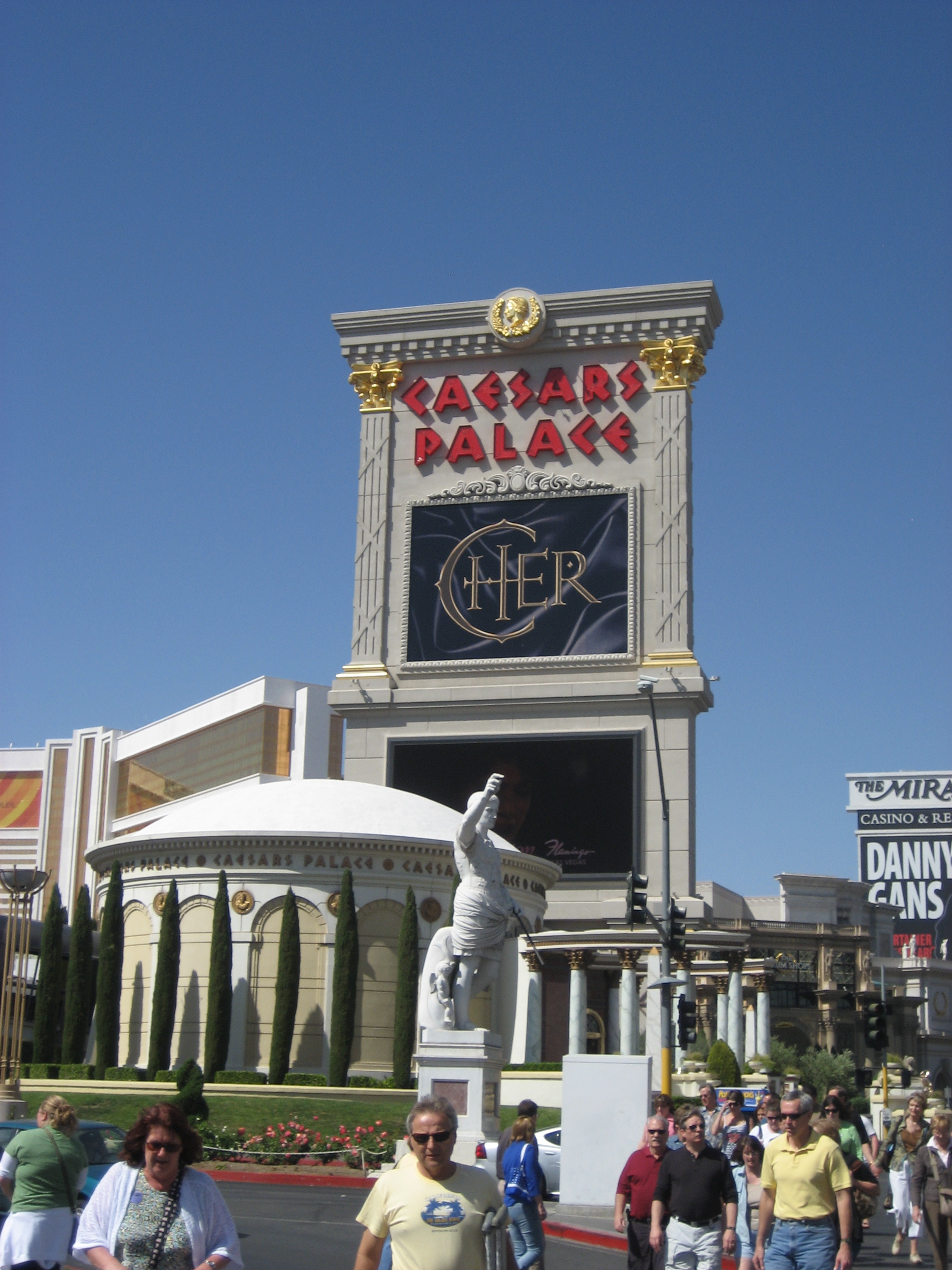
2008, Cher succède à Céline Dion au Colosseum Theater du Caesars Palace de Las Vegas.

Citoyenne anti-républicains, Cher hausse le ton en 2006 sur l’image négative que l’administration américaine donne au reste du monde. Elle participe à Operation Helmet, une organisation créée par un médecin pour offrir aux soldats américains en Irak des casques renforcés et construire des hôpitaux dans ce pays. La même année, elle visite les hôpitaux pour soutenir les soldats blessés rapatriés et, en juin, participe à la conférence du Dr Bob Meaders (le fondateur d’Operation Helmet) avant d’offrir 130 000 dollars à l’organisation.
En octobre 2006, elle organise une grande vente aux enchères orchestrée par Sotheby's, mettant notamment en vente ses robes et ses meubles. Les 3,3 millions de dollars récoltés sont offerts à des associations caritatives, notamment à la Children’s Craniofacial Association, une organisation qui vient en aide aux enfants atteint de déformations faciales, et dont Cher est la marraine depuis le début des années 1990.
Après avoir été l’égérie des créations Chrome Hearts, elle annonce en 2007 son retour sur scène à Las Vegas pour le mois de mai 2008 au Caesars Palace pour un nouveau show où elle passe en revue toute sa carrière musicale mais également cinématographique grâce à des extraits de films projetés sur grand écran.

### Retour, deBurlesqueà Broadway (2010-2018)

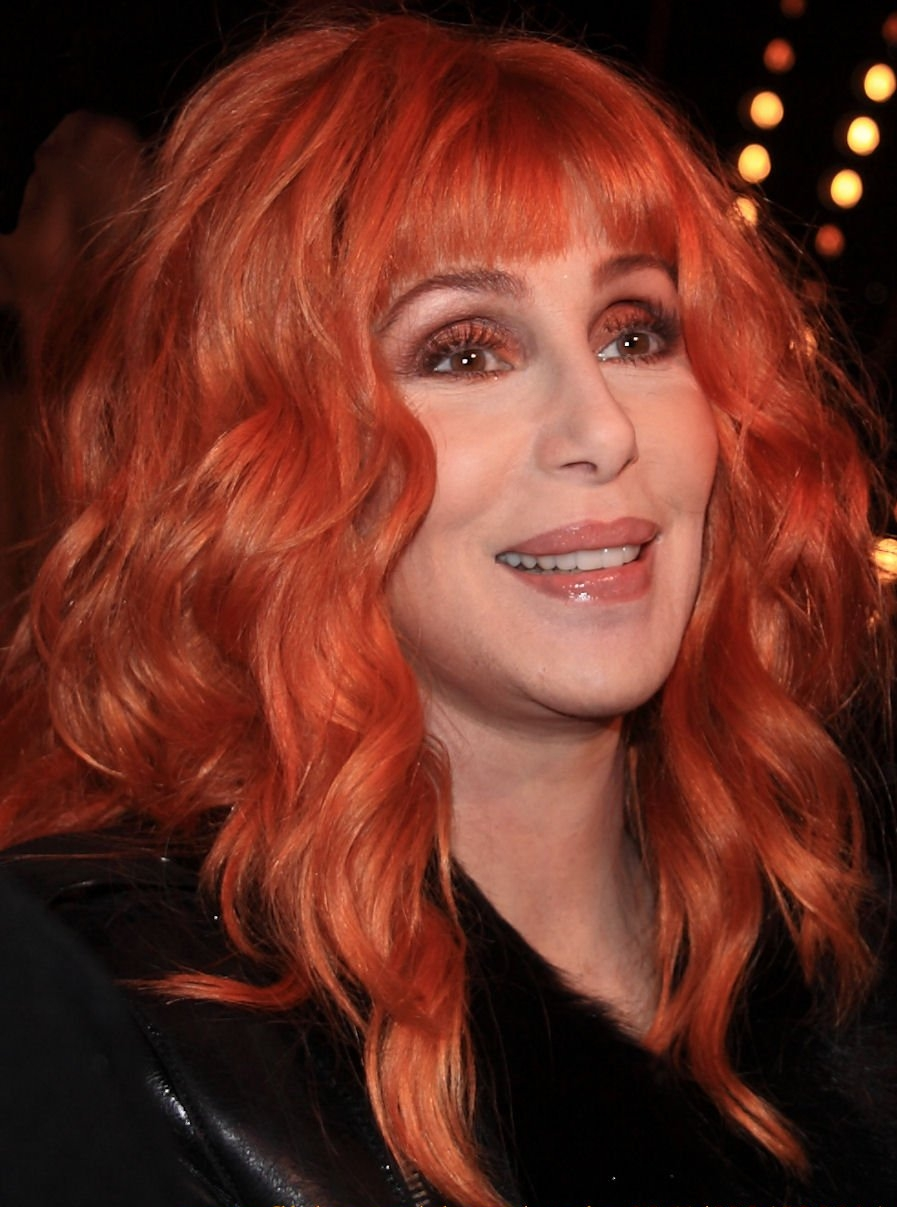
Cher à la première de Burlesque à l'Empire Leicester Square de Londres (2011).

En 2010, Cher campe un des rôles phares du film musical Burlesque aux côtés de Christina Aguilera. En 2013, sort l'album Closer to the Truth, qui se hisse à la 3e place du Billboard. Elle participe parallèlement à la promotion du premier album studio de sa mère Georgia Holt, Honky Tonk Woman. La chaîne de télévision américaine Lifetime réalise le documentaire Dear Mom, Love Cher, revenant sur sa vie et celle de sa famille.
En avril 2014, elle entreprend la tournée américaine Dressed to Kill Tour, qui est arrêtée en novembre 2014 à la suite d'une infection virale contractée par l'artiste. Remise après plusieurs mois, elle organise son retour au bras de Marc Jacobs lors du Gala du MET à New-York, annonçant leurs collaboration, Cher devenant le visage de la campagne automne-hiver 2015 du créateur. Elle prend publiquement partie pour la candidate démocrate Hillary Clinton à l'élection présidentielle américaine et affirme son opposition au candidat républicain Donald Trump.
Début 2017, Cher retourne sur scène pour le spectacle Cher Classic en résidence au Monte Carlo de Las Vegas et au MGM de National Harbor. Elle reçoit un Icon Award lors des Billboard Music Awards 2017.
Alors qu'est annoncé pour 2018 un spectacle musical revenant sur la vie et la carrière de Cher à Broadway, elle participe au tournage de la suite du film Mamma Mia ! avec Meryl Streep.

### Continuités (depuis 2020)
En 2021, elle participe au clip de Pink All I Know So Far, qui retrace le parcours de Cher de ses débuts à aujourd'hui.

## En France
Icône aux États-Unis, superstar dans un grand nombre de pays, Cher ne séduit pas particulièrement en France, un pays grandement embarassé dans son rapport à la culture contemporaine, où le public reste de manière générale incompréhensif de son univers jugé artificiel et grotesque, dont il ne connait aucun code, ne retenant d'elle que de rares succès grand public à l'image de Believe, Strong Enough (1998-1999), The Shoop Shoop Song (1991) ou, pour les plus âgés, I Got You Babe (1965). Pour la plupart, sa carrière se résume à ces quelques titres, laissant les carrières télévisuelle, cinématographique mais également en grande partie musicale de la star dans l'oubli, pourtant reconnue dans d'autres pays européens.
Cependant, Cher s'inspira et inspira à quelques occasions de grandes vedettes francophones. En 1971, elle signe une nouvelle reprise de J'ai le mal de toi (Parlez-moi de lui) de Michel Rivgauche et Jack Diéval, qui devient The Way of Love pour l'album Gypsys Tramps and Thieves. Claude François reprend la chanson titre de ce dernier pour son 33 Tours Viens à la maison avec Voleur bohémien en 1972. Sept ans plus tôt, en 1965 la vedette française reprenait I Got You Babe - Je t'aime trop toi. Cependant, bien que ces reprises soient de grands tubes outre-Atlantique, aucune n'a connu le même succès en France. En 1967, Dalida livre Petit homme, traduction du titre Little Man. Le titre Bang Bang (My Baby Shot Me Down) est repris en 1966 par Sheila, puis en 2014 par David Guetta, accompagné de Skylar Grey pour une version anglophone et électro. Le titre apparaît également dans une nouvelle version française dans la bande originale du film La French de Cédric Jimenez.
Cher évoque lors de ses rares passages sur le plateau de Vivement dimanche vouloir faire de la France sa « dernière demeure », confiant à Michel Drucker son souhait d'être inhumée au cimetière du Père-Lachaise à Paris.

## Mariages et vie amoureuse

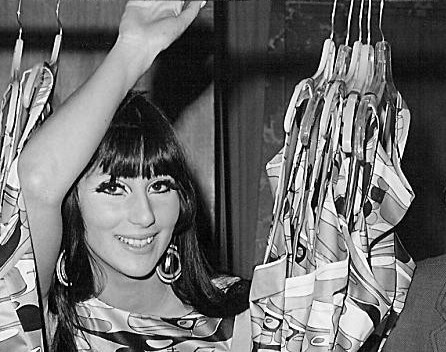
Cher jouant le rôle d'une créatrice de mode dans le programme télévisé The Man From U.N.C.L.E (épisode "The Hot Number Affair")

Cher et Sonny échangent des vœux le 27 octobre 1964 lors d'une cérémonie privée qui a lieu dans une maison louée à Tijuana au Mexique, leur mariage ayant été célébré officiellement cinq ans plus tard à Las Vegas. Leur fils Chaz Bono, naît le 4 mars 1969. Le deuxième mari de Cher est le musicien Gregg Allman du Allman Brothers Band, qu'elle épouse le 30 juin 1975. Ils divorcent deux ans plus tard, se remarient puis redivorcent en 1978. Ils ont un fils, Elijah Blue Allman du groupe Deadsy, né le 10 juillet 1976.
Par la suite, Cher connaît de nombreuses relations amoureuses qui font la une de la presse people. David Geffen, Gene Simmons du groupe Kiss avec qui elle fait un featuring sur la chanson Living In Sin, Gareth Crawford, le rockeur Les Dudeck, Richie Sambora, l’acteur Eric Stoltz (qui joue le rôle de son fils dans Mask). Elle a également une relation avec Val Kilmer entre 1982 et 1984, puis avec Tom Cruise l'année suivante. À la fin des années 1980, elle vit une histoire d'amour avec Rob Camiletti, un vendeur de bagels et de beignets : il a 22 ans, elle en a 40. La presse le surnomme Bagel Boy et le couple est harcelé par les paparazzis.
Au début des années 1990, elle côtoie Josh Donen, Eric Clapton et Mark Hudson.
En 2022, la chanteuse officialise auprès des médias sa relation avec Alexander Edwards, producteur de musique et rappeur.

## Fortune personnelle
Dans un article du magazine Rolling Stone datant de 2002, la fortune de Cher est estimée à 600 millions de dollars. Cependant, avec un peu de pragmatisme et selon Cher elle-même, ce chiffre est peu réaliste. Cher affirme en effet dans une interview être loin de cette somme et indique situer sa fortune autour de 150 millions de dollars.
La même année, sa tournée Living Proof - Farewell Tour rapporte plus de 200 millions de dollars de recettes uniquement pour les dates aux États-Unis (gains pour un artiste de la stature de Cher, environ 30 % nets d’impôts et frais managers/avocats/organisateurs). Elle touche une partie des royalties de Sonny and Cher, l’autre partie étant réservée à la dernière femme et aux enfants de ce dernier.
Elle possède plusieurs propriétés, à Aspen dans le Colorado, à Londres en Grande-Bretagne, dans les Sierra Towers (en) à Hollywood (valeur 6,5 millions de dollars) et sa résidence principale de Malibu est actuellement estimée à 45 millions de dollars. En mai 2006, elle vend sa propriété en Floride pour la somme de 3,8 millions de dollars.
Son contrat à Las Vegas en 2008 lui rapporte 60 millions de dollars et une vente aux enchères organisée en 2006 3,3 millions de dollars, somme en partie reversée à la Cher Charitable Foundation.
Selon le journal Metronews, sa fortune estimée à 305 millions de dollars lui aurait également permis d'acheter de somptueuses résidences à sa sœur, ainsi qu'à ses deux fils : Chaz Bono, qui vivrait dans une propriété de West Hollywood cotée à 1,7 million de dollars, et Elijah Blue Allman (en) dans un manoir de deux millions de dollars à Beverly Hills.

## Œuvres caritatives et humanitaires
Après son rôle dans le film Mask, qui met en scène un enfant atteint de la maladie de Jaffe-Liechtenstein (maladie du visage de lion ou ostéofibromatose kystique), Cher devient en 1991 donatrice et marraine de l’association Children’s Craniofacial Association (CCA). Régulièrement, des événements comme la Cher Convention ou la Cher Expo sont organisés par les fans de la star pour récolter des fonds dédiés à cette association.
D’origine arménienne par son père, Cher part pour l'Arménie en 1993. Elle distribue de la nourriture et des médicaments au Haut-Karabagh, région dévastée par la guerre.
En 2005, elle vient en aide financièrement à un adolescent américain de 16 ans atteint de dystrophie musculaire. Le garçon a pu ainsi bénéficier de tout le matériel médical nécessaire.
Enfin, en 2006, elle crée la Cher Charitable Foundation, un organisme chargé de redistribuer l’argent que la star verse à diverses associations caritatives.
Dernièrement[Quand ?], Cher aurait décidé de concentrer son attention en direction d’orphelins issus du continent asiatique. Un projet d’école musicale et théâtrale serait en cours et Cher pourrait en être la marraine.

## Faits particuliers
Cher est l’une des rares célébrités américaines qui soit d’origine arménienne et cherokee. À Erevan, en Arménie, il est possible de trouver son portrait dans plusieurs lieux culturels, en témoignage de la fierté des Arméniens.
En 1994, dans la série Une nounou d'enfer (The Nanny), saison 2 épisode 14, Heidi Thompson joue le rôle de Cher qui est l'hôte de Maxwell Shefield alors qu'elle se remet d'une récente opération de chirurgie esthétique. L'actrice invitée choisie pour incarner Cher n'a pas à la personnifier physiquement, mais surtout vocalement, car pendant tout l'épisode le personnage de Cher apparaît avec un visage recouvert de bandelettes. Il s'agit en fait d'un sosie connu pour personnifier la chanteuse. Cet épisode souligne par ailleurs le fait que Cher a recours à des opérations de chirurgie esthétique. Cette chirurgie, que Cher assume totalement, est fréquemment soulignée par les médias, à tel point qu'elle est parfois citée comme « la femme bionique ».
En 2001, la société Mattel confie au styliste de mode Bob Mackie la réalisation d’une poupée reprenant les traits de l’artiste, styliste qui sera choisi pour créer de nombreux costumes du show de Las Vegas en 2008.

## Discographie

### Albums studio
- 1965 : All I Really Want to Do (en)
- 1966 : The Sonny Side of Chér (en)
- 1966 : Chér
- 1967 : With Love, Chér (en)
- 1968 : Backstage (en)
- 1969 : 3614 Jackson Highway (en)
- 1971 : Gypsys, Tramps & Thieves
- 1972 : Foxy Lady
- 1973 : Bittersweet White Light (en)
- 1973 : Half-Breed
- 1974 : Dark Lady (en)
- 1975 : Stars (en)
- 1976 : I'd Rather Believe in You (en)
- 1977 : Cherished (en)
- 1979 : Take Me Home (en)
- 1979 : Prisoner (en)
- 1980 : Black Rose (en)
- 1982 : I Paralyze (en)
- 1987 : Cher
- 1989 : Heart of Stone
- 1991 : Love Hurts (en)
- 1995 : It's a Man's World (en)
- 1998 : Believe
- 2000 : Not.com.mercial (en)
- 2001 : Living Proof
- 2013 : Closer to the Truth
- 2018 : Dancing Queen (album de reprises du groupe ABBA)
- 2023 : Christmas

### Sous Sonny and Cher
- 1965 : Baby Don’t Go
- 1965 : Look at Us
- 1966 : The Wondrous World of Sonny and Cher
- 1967 : In Case You’re In love
- 1967 : Good Times Soundtrack
- 1972 : All I Ever Need Is You
- 1972 : The Two of Us
- 1973 : Mama Was A Rock ’n’ Roll Singer, Papa Used to Write All Her Songs

## Filmographie

### Cinéma
- 1965 : Wild on the Beach (en) de Maury Dexter : elle-même
- 1967 : Good Times (en) de William Friedkin : elle-même
- 1969 : Chastity (en) d'Alessio de Paola : Chastity
- 1982 : Reviens Jimmy Dean, reviens (Come Back to the Five and Dime, Jimmy Dean, Jimmy Dean) de Robert Altman : Sissy
- 1983 : Le Mystère Silkwood (Silkwood) de Mike Nichols : Dolly Pelliker
- 1985 : Mask de Peter Bogdanovich : Florence « Rusty » Tullis
- 1987 : Suspect dangereux (Suspect) de Peter Yates : Kathleen Riley
- 1987 : Les Sorcières d'Eastwick (The Witches of Eastwick) de George Miller : Alexandra Medford
- 1987 : Éclair de lune (Moonstruck) de Norman Jewison : Loretta Castorini
- 1990 : Les Deux Sirènes (Mermaids) de Richard Benjamin : Rachel Flax
- 1992 : The Player de Robert Altman : elle-même (caméo)
- 1994 : Prêt-à-porter (Ready to Wear) de Robert Altman : elle-même (caméo)
- 1996 : Ma femme me tue (Faithful) de Paul Mazursky : Margaret
- 1999 : Un thé avec Mussolini (Tea with Mussolini) de Franco Zeffirelli : Elsa Morganthal Strauss-Armistan
- 2003 : Deux en un (Stuck on You) de Peter et Bobby Farrelly : elle-même
- 2010 : Burlesque de Steve Antin : Tess Scali
- 2011 : Zookeeper : Le Héros des animaux (Zookeeper) de Frank Coraci : Janet, la lionne (voix)
- 2018 : Mamma Mia! Here We Go Again de Ol Parker : Ruby Sheridan
- 2020 : Bobbleheads: The Movie de Kirk Wise : elle-même (voix)

### Télévision
- 1967 : Des agents très spéciaux (The Man from U.N.C.L.E.) : Ramona (saison 3, épisode 25)
- 1971 : Love, American Style : elle-même (saison 2, épisode 16)
- 1972 : Fantomatiquement vôtre, signé Scoubidou (The New Scooby-Doo Movies) : elle-même (voix - saison 1, épisode 8)
- 1996 : If These Walls Could Talk : Dr Beth Thompson (téléfilm)
- 2000-2002 : Will et Grace (Will & Grace) : elle-même (1 épisode, saisons 3 et 4)
- 2011 : Becoming Chaz : elle-même (téléfilm documentaire)
- 2013 : Dear Mom, Love Cher : elle-même (téléfilm documentaire)
- 2017 : En route : Les Aventures de Tif et Oh (Home: Adventures with Tip & Oh) : Gagaphonie (voix - saison 3, épisode 4)
- 2021 : participation au clip I all know so far de P!nk
- 2021 : Scooby-Doo et Compagnie (Scooby-Doo and Guess Who?) : elle-même (voix - saison 2, épisode 19)

### Doublage de jeux vidéo
- 1996 : 9: The Last Resort : Isadora (voix originale)

### Autres apparitions et références
Cher est mentionnée dans le film Le Prénom, ainsi que dans la pièce éponyme. Elle est évoquée dans le film Kill Your Friends. De même dans Deadpool 2 (où sa célèbre chanson If I Could Turn Back Time y est entendue). À la fin du film Allô maman, c'est encore moi, on peut entendre, dans le générique, sa chanson avec Sonny Bono I Got You Babe. Cette chanson est également utilisée dans les films Un jour sans fin ou encore Les Visiteurs en Amérique. Dans les films Last Vegas et DogMan, un personnage secondaire dit se prendre pour Cher. Dans le film Dans la cuisine des Nguyen, le personnage de Georges parle d'un "album rap" de la chanteuse. Enfin, son tube Believe est repris dans Le Monde (presque) perdu , Les Dessous de la famille et Eurovision Song Contest: The Story of Fire Saga, cette fois sous forme de mashup.
Dans Venom: Let There Be Carnage, Eddie Brock possède deux poulets l'un nommé Sonny et l'autre Cher. L'artiste américaine apparaît également (de manière plus ou moins explicite) dans Scooby-doo, Les Simpson, Family Guy, et American Dad.

## Présentatrice etTelevision Special
- 1971-1974 : The Sonny and Cher Comedy Hour
- 1975-1976 : Cher
- 1976 : Cher and Other Fantasies'
- 1976-1977 : The Sonny and Cher Show
- 1978 : Cher... Special
- 1983 : A Celebration at Caesar's Palace
- 1987 : Superstars and their Moms
- 1990 : Extravaganza: Live at the Mirage
- 1998 : Sonny and Me: Cher Remembers
- 1999 : VH1 Divas Live 2
- 1999 : Cher: Live at the MGM Grand in Las Vegas
- 2003 : Cher: The Farewell Tour
- 2013 : TCM Friday Night Spotlight (3 émissions)
- 2013 : The Voice (1 émission, mentor spécial)
- 2013 : Dancing with the Stars (1 émission, juge invité)

## Tournées et concerts

### Sonny and Cher
| Année     | Tournée/concert                  |
| --------- | -------------------------------- |
| 1966      | Look at Sonny and Cher Tour      |
| 1966-1967 | Wondrous World Tour              |
| 1971-1972 | All I Ever Need Is You Tour      |
| 1972      | Sonny and Cher Live in Las Vegas |

### En solo
| Année     | Tournée/concert                           |
| --------- | ----------------------------------------- |
| 1978      | Two The Hard Way Tour (avec Gregg Allman) |
| 1980      | Live in Montecarlo                        |
| 1983      | A Celebration At Caesars Palace           |
| 1989/90   | Heart of Stone Tour                       |
| 1992      | Love Hurts Tour                           |
| 1999-2000 | Do You Believe? World Tour                |
| 2002-2005 | Living Proof - The Farewell Tour          |
| 2008-2011 | Cher At The Colosseum                     |
| 2014      | Dress To Kill Tour (D2K)                  |
| 2017      | Classic Cher                              |
| 2018-2020 | Here We Go Again Tour                     |